# Matthias Rettner
Matthias Rettner (* 9. April 1963) ist ein deutscher Kulturmanager und Theatermacher.

## Biographie
Nach einer klassischen Gesangsausbildung – unter anderem drei Jahre in der Meisterklasse von Dietrich Fischer-Dieskau an der Hochschule der Künste Berlin –, trat Matthias Rettner in den 1990er Jahren vor allem als Konzertsänger auf, z. B. in einem Duo mit dem Pianisten Eric Schneider. Gemeinsam gewannen sie 1990 einen Preis beim Internationalen Wettbewerb für Liedkunst in Stuttgart und spielten verschiedene Lied-Programme für Rundfunksender ein.
In den späten 1990er Jahren wandte Rettner sich mehr spartenübergreifenden Projekten zu, die nicht mehr eindeutig dem klassischen Génre zuzuordnen waren. 1999 schloss er sich dem aus Berlin kommenden Aktionstheater Panoptikum an, einem von Sigrun Fritsch und Ralf Buron geleiteten Theaterensemble, mit dem Schwerpunkt Inszenierung im öffentlichen Raum.
Im Kontext von PAN.OPTIKUM entwickelte Rettner Konzepte zur Neupositionierung des Aktionstheaters und gab den Anstoß für die Produktionen der folgenden Jahre. Unter seiner Leitung trat das Ensemble bei Theaterfestivals in Santiago de Chile, Teatro a Mil, beim Festival Internacional de Teatro de Caracas, beim Festival Internacional de Teatro de Bogotá, beim Festival Internacional Cervantino in Mexico auf.
Mit Produktionen für die Ruhrtriennale 2004, „Orpheus“, einer Auftragsproduktion für Gerard Mortier sowie der deutschen Uraufführung des Romteils der Philip-Glass-Oper „The CIVIL warS“ im September 2004 setzte er sein Modell einer Vermischung und Durchdringung unterschiedlicher Stile und Gattungen fort.
Seit 2003 arbeitet Rettner mit dem Frankfurter Konzeptkünstler und Designer Peter Zizka zusammen und bot der Installation des Künstlers Virtuelles Minenfeld bei „The CIVIL WarS“ eine erste Präsentationsplattform. Mit dem Ensemble erhielt er 2005 den Kulturpreis Baden-Württemberg.

## Produktionen
2001 IL CORSO, Premiere beim Kunstfest Weimar;
2004 ORPHEUS, Premiere bei der RuhrTriennale in der Jahrhunderthalle Bochum;
2004 The CIVIL warS, Premiere in der Stadthalle Freiburg, eine Koproduktion mit dem Theater Freiburg;
2005 BallGefühl, Premiere in Iserlohn;
2007 Medea: Stimmen, Premiere im Theater Freiburg, Koproduktion mit dem Theater Freiburg;
2008 Carmina Burana, Premiere im römischen Amphitheater Kaiseraugst, Koproduktion mit dem Theater Basel;

## Veröffentlichungen
- Matthias Rettner (Hrsg.): Power of Diversity. The Crossing Lines Project. Theater der Zeit, Berlin 2018, ISBN 978-3-95749-137-4.